# 周觀 (正統進士)
周觀（？—？），字公望，直隸蘇州府長洲縣人，明朝政治人物。進士出身。

## 生平
永樂十八年（1420年）庚子科應天府鄉試舉人。正統元年（1436年），殿試登進士第三甲第五十六名。官至大理寺副。

## 延伸阅读
- 《明史》